# ミスター・ファンタスティック
ミスター・ファンタスティック（Mr.Fantastic）ことリード・リチャーズ（Reed Richards）は、マーベル・コミックの『ファンタスティック・フォー』等に登場するスーパーヒーロー。

## キャラクターのバイオグラフィ
- 『ファンタスティック・フォー』の世界では、ヒーローチームであるファンタスティック・フォーのリーダー。身体をゴムのように伸ばすことができ、Mr．ファンタスティックの名で活躍している。
- ファンタスティック・フォーのメンバーの中では客演が最も多く、ピーター・パーカー（スパイダーマン）などとも交流がある。
- ドクター・ドゥームとは、大学時代の友人であり、自身がその名を騙ったこともある。

## 能力とパワー
リード・リチャーズは宇宙線を浴びた事によって体を柔軟に変形させる能力を得た。ニール・ゲイマン作のシリーズ『マーベル1602』ではリチャーズの能力は水の元素と関係したものである。彼と水の元素との関連性は『ヒーローズ・リボーン：ファンタスティック・フォー』や『X4: X-メン&ファンタスティック・フォー』、『アルティメット・ファンタスティック・フォー』、『ファンタスティック・フォー』232号、『マーベルボーイ』、グラント・モリソンのミニシリーズ『ファンタスティック・フォー1234』などでも言及されている。
自らの体を思い通りの形に変形させる能力を持ち、実質的にどんな形にも伸縮、変形、体を伸ばす事で攻撃や防御に役立てる事が出来る（例：自分の体を圧縮してボールにし敵にぶつかる、体を薄く伸ばして仲間を助けるためのトランポリンやパラシュートになるなど）。また時として体を分子サイズにまで絞り込んで隙間を通り抜ける事が出来る。痛みを感じる事なく体を捻ったり変形することができ、最大で約3マイルも体を伸ばす事が出来る。彼は暴力を好まないため、大抵敵を体で包み込んで制御し、説得しようとする。敵を閉じ込めるため、体を薄く伸ばして屈服するまで包み込む。他の応用法としては、肺を膨らませて長時間呼吸を持続させたり、角膜と網膜との距離を調節して視力の倍率を調整する事ができる。さらに少なくとも一度は、脳内のシナプス間の距離を縮めて信じられないほどのスピードで思考を進めた事がある。彼はまた、脳や小脳を引き延ばしてX-メンの指導者プロフェッサーXがミュータントを発見するために用いるコンピュータシステム、セレブロを手助けした事もある。
超人的な耐久力と伸縮自在という特性により、通常の銃弾やナイフ、ミサイル、ダーツなどほとんどの射出武器によって傷つけられる事はなく、跳ね返すことが出来る。しかしながら完全に不死身というわけではない。異星の寄生生物ブルードの女王に斬りつけられて皮膚が切り裂かれたこともあるし、エリザベス・クロムウェルが作り出した地獄に直接繋がる穴に到達したときには、手を伸ばしたランダムデーモンによって（不可解にも）腕を折られている。またたびたび頭部に外傷を負って意識を失っている。彼の身体はゴムが持つ弱さは全て持ち合わせており、極度の高熱に晒されたときは弱くなり、極度の冷気に晒されたときは凍りつきひび割れる。彼は時々この分子コントロールの応用を実演している。感情操作マシンを操るヴィラン、サイコマンに閉じ込められた時には、深い瞑想によってほとんど液体に近い状態になり、極限まで隙間のないガラス容器から流れ出す事が出来た。
彼の変形する肉体は攻撃者にとって彼を捕獲したり拘束したりする事を難しくしているが、エネルギー兵器の類や強制的に彼を限界まで引き延ばして肉体的な痛みを引き起こす飴伸ばし機のような形式の機械には弱い。また精神的なストレスで固体の状態を一時的に失わせる類の攻撃にも弱い。
変形能力を応用して、自分の体格を変える事もできる。これにより別の人物や無生物に化けることができる（異星人の体形を真似た事もある）。また質量を体の一部分に集中させる事もでき、拳を巨大化させて堅いハンマーやメイスのような武器にする事ができる。このような離れ業には極度の集中力が要求されるが、訓練や精神的な修行のおかげでかなり素早く実行できるようになっている。これらを複合的に用いて、体のサイズと容積を増やして筋力を増大させ、シングのような体形に巨大化させた事がある。
彼の強さは肉体的な力より、精神の力に由来する部分が多い。実際、彼はスパイダーマンに対して、彼の知能に比べて彼の伸縮能力は消耗的であると考えていると述べている。リード・リチャーズは観念的な理論家であり、機械工学のひらめきを有する職人であり、スペーストラベルやタイムトラベル、異次元トラベル、生化学、ロボティックス、コンピュータ、高分子合成、コミュニケーション、ミューテーション（突然変異）、トランスポーテーション、ホログラフ、エネルギー生成、スペクトル分析など多くの分野で技術的ブレークスルーをもたらしている。さらに数学、物理学、工学の博士号を持っていて、しばしばステファン・ホーキングの研究の改訂や異星人の言語の解読などで知られている。彼は地球上の科学的コミュニティの多くから、地球上で最も強力な知能の持ち主と見なされており、それはドクター・ドゥームをしばしば苛立たせる。リードは実質的に地球上のあらゆる科学における天才であるだけではなく、既知宇宙に存在する高度に発達した異星文明のいくつかの中でも有数の知性の持ち主である。リードの所有する特許は貴重なものであり、株式会社ファンタスティック・フォーの資金源となっており、彼らを無用な経済的ストレスから解放している。幾人かのライターが採用した設定では、リードの知能は伸縮可能な能力を与えた宇宙線により拡張されたものとしており、能力が無効化された時には同時に高度な知能も失われている（この時にはドクター・ドゥームについていくのがやっとになっていた）。自ら「エラスティック・コンシャスネス」と呼ぶ能力のおかげでマインドコントロールが通用することは滅多になく、仮に通用したとしても普通の人間の場合よりすぐに効果が切れる。
しかし、Mr.ファンタスティックは決して完璧なわけではない。ファンタスティック・フォーが能力を得るきっかけとなった宇宙船事故は、リードが担当した軽率な計算ミスが直接的な原因である。長年に渡って彼はシングを人間の姿に戻そうとしているが、決定的な解決策は未だに見つかっていない。彼は一度ならず魔法を理解できない事を認めており、（彼が言う所の）"数量化できる法則や規則に基づかない"科学の一面を推測し始める事ができない。しかし、彼は単純な魔法の呪文を使ったことがある。彼はエゴを手放し、彼は実際には魔法を理解していないが存在する事自体は認めるようになった（ドクター・ドゥームは科学に魔法を持ち込む事に成功しており、これは一般的にリードに勝る唯一の点であると考えられている）。
リードは彼の仲間と同じような類の専門的な知識を持ち合わせているわけではない事も認めている。そのような機会は明らかにほとんどないのだが、一般的には特定の狭い分野や応用での経験の欠如を反影するもので、能力の欠如によるものではない。そのような場合、彼は躊躇いなく専門家に助言を求めにいく。

## 他のバージョン

### アースX
『アースX』の世界では、敵であるドゥームと妻スーザンなど多くのものを失い、狂気に走る。自身の科学実験によって、世界中の人々が超能力者に変えられたと考えており、それを悔いている。
ヴェノムとなったメイデイ・パーカーを助けるが、その細胞片を用いてカーネイジとなる。さらには、フィーメール共生体を率いて、シニスター・フォーというヴィランチームを結成するも、ゴーストライダーとの闘いで炎に飲まれて倒されていった。このときはメイデイ・パーカーからのカーネイジであるため、乳房があるなど女性的な外見をしている。

### MC2
現在のマーベル世界の20年後を舞台とした『MC2』の世界では、老境に至りながらも、その能力と統率力でヒーローチーム、ファンタスティック・ファイブのリーダーとして活躍している。

## 実写映画版

### 20世紀フォックス版
演 - ヨアン・グリフィズ、日本語吹替 - 石川禅（ソフト版）/森川智之（日本テレビ版）
- 登場作品
  - 『ファンタスティック・フォー ［超能力ユニット］』
  - 『ファンタスティック・フォー:銀河の危機』

映画の世界ではリード・リチャーズは当初、頭脳明晰だが臆病で物知りぶった科学者であり、天才レベルの科学の理解力を示し、（第2作で表現されているように）『one of the 21st century's finest minds』である一方、財政面では無能で破産寸前になり、プロジェクトのためにヴィクター・フォン・ドゥーム（映画の世界ではライバル科学者であり、成功をおさめたビジネスマンである）から出資を募るはめになる。映画の世界ではリチャーズと他のメンバーがスーパーパワーを手に入れるまでの原作コミックのストーリーラインをラフに追っている一方で、大きな変更も加えられている。特に、フォン・ドゥームは探検隊の一員であり、4人と同時に能力を手に入れており、リードとインビジブル・ウーマンはかつての恋人同士であり、当初は互いに刺々しい関係であった。リチャーズはグリムの変貌に責任を感じており治療法を懸命に探しており、徐々に4人のリーダーとしての役割を持つようになり、スーザンにプロポーズするに到った。この映画では彼の体はゴムの特性に従って変化する。
シルバーサーファー襲撃事件までにリチャーズはチーム名と共に国際的にスーパーヒーローおよび有名人として認知されている。リードとスーは婚約し、リードは差し迫った結婚（彼らにとって5度目の試み）に動揺しないようにすることに苦労している。リードとスーは家族を育てるための普通の生活を送るためにスーパーヒーローとしての混迷を極め強く監視される生活を捨てる事に腐心している。しかし、軍隊は主人であるギャラクタスのために知性を持つ生命を吸収しかつての惑星と同じく絶滅させるために世界中にクレーターを作り出すシルバーサーファーを追跡するために彼を引き入れた。リードは目的を達成するために復活したヴィクター・フォン・ドゥームに協力することを強いられたが、最終的にドゥームが私欲のためにサーファーのボードを掴んだ時、他のファンタスティック・フォーとサーファーと共にドゥームと戦った。スーパーヒーローのままでいる事に決め、リードとスーはベンとジョニーと共に再び世界を救いに飛立つ前に映画の終わりに日本で小さなセレモニーを挙げ結婚した。

#### リブート版
演 - マイルズ・テラー、日本語吹替 - 木村昴
2015年にリブートされた映画『ファンタスティック・フォー』におけるバージョン。

### MCU版
マーベル・シネマティック・ユニバース（MCU）では現在のところ、シリーズのメイン舞台である“アース616”にはその存在が描写されておらず、“アース838”と“アース828”の二人が登場する。

#### アース838
演 - ジョン・クラシンスキー、日本語吹替 - 星野貴紀
- 登場作品
  - 『ドクター・ストレンジ/マルチバース・オブ・マッドネス』

##### キャラクター像
アース838の“バクスター財団”の創設者兼総帥であり、“ファンタスティック・フォー”のリーダーと“イルミナティ”の一員を兼任する天才科学者。
非常に知的で、プライベートでは妻と息子もおり、イルミナティの仲間だけでなく部外者にも親切に接し、時にはヴィランにも共感の声がけをすることもあるほど理性的な人物で、かつて惑星“タイタン”でのサノス討伐後に、ブラッカガー・ボルタゴン/ブラックボルトがアース838を“インカージョン”から救うために堕落したスティーヴン・ストレンジ/ドクター・ストレンジ（アース838）を手にかけた際には、ストレンジ（アース838）が愛用していた“浮遊マント”を両腕で抱きかかえながら悲しみを見せた。しかし思慮深く見える一方で、ストレンジ（アース838）の一件からスティーヴン・ストレンジ/ドクター・ストレンジ（アース616）を危険視し、彼のワンダ・マキシモフ/スカーレット・ウィッチに関する警告を歯牙にかけないというほかのイルミナティの仲間たちと同等の浅はかさや、失言で敵対者へ反撃のチャンスを結果的に与えてしまうなど用心が足りない側面もうかがえる。

##### 能力・スキル
ゴムのように自らの手足や身体を普段の何倍もの長さと太さに伸ばし、ねじり、変形させることができる驚異的なほど柔軟な伸縮力を身体に有している。加えてカール・モルド/バロン・モルドから「地球で最も賢い男」とみなされ、ストレンジ（アース616）にインカージョンやその危険性を丁寧に説明することができるほどの非常に高い知性も持つ。

##### ツール
スーツ
青と黒のツートンカラーと胸部の“④”のエンブレムが特徴であるファンタスティック・フォーのユニフォーム。リチャーズの伸縮能力に同調して伸縮する機能を有している。
テレポーテーション装置
イルミナティ本部の会議室に現れた際に使用した掌大のリモコン型装置。

##### 描写
『ドクター・ストレンジ/マルチバース・オブ・マッドネス』
物語の後半から登場。イルミナティ本部に捕らえられたストレンジ（アース616）の裁判に証言に召集され、インカージョンに関する徹底的な情報を伝えるが、ワンダの本部襲撃で裁判の中断を余儀なくされ、仲間たちと共にワンダと対峙した。
自分の子どもたちへの愛と彼らを守りたいという願望を口にしてワンダに共感しようとしたものの、同時に彼女への過小評価とボルタゴンの能力を漏らしてしまったことで彼の不意打ちを妨げられて殺害されてしまい、ワンダへ右腕を伸ばして挑もうとするも彼女の念動力で全く触れることすらできずに浮かび上げられ、無造作に伸ばされた四肢からバラバラに引き裂かれた挙句、頭部も爆発させられ死亡する。

##### 余談
- 『ドクター・ストレンジ/マルチバース・オブ・マッドネス』における劇中のミスター・ファンタスティックのスーツはCGによって再現されたもので、“物理的な衣装”は制作されていないという[3]。

#### アース828
演 - ペドロ・パスカル、日本語吹替 - 子安武人
- 登場作品
  - 『ファンタスティック4:ファースト・ステップ』
  - 『アベンジャーズ/ドゥームズデイ』

## 他のメディア

### テレビ
- ファンタスティック・フォー・テレビシリーズ（邦題：宇宙忍者ゴームズ）ではジェラルド・ムーア（日本語版：小林修）が声を担当した。
- 1978年のファンタスティック・フォーテレビシリーズではマイク・ロードが声を担当した。
- 1994年のアニメシリーズではボー・イーヴァー（日本語版：佐久田修）がミスター・ファンタスティックの声を担当した。
- ボー・イーヴァーは『The Incredible Hulk』の『Fantastic Fortitude』というエピソードで再びミスター・ファンタスティック役を演じた。彼と他のファンタスティック・フォーは休暇を取っていたが、ハルクとシーハルク、シングの3人とリーダーのガンマ兵団が戦う事となった。
- 1994年のスパイダーマンテレビシリーズの終盤にミスター・ファンタスティックが登場した。カム・クラークが声を担当した。彼とファンタスティック・フォーはビヨンダーが召喚したヴィラン達に対抗するためにスパイダーマンが惑星に召喚したヒーローの中にいた。彼はリザードに眠るカート・コナーズの精神を呼び起こす手助けをした。
- リード・リチャーズの名は『スパイダーマン・アンリミテッド』の第1話では2度簡潔に言及されている。最初はインタビューで、2度目はスパイダーマンがリードから新たなステルスユニフォームを作って貰ったというものである。
- 2006年のファンタスティック・フォーテレビシリーズではヒロ・カナガワが声を担当した。

### ビデオゲーム
- ミスター・ファンタスティックはプレイステーション用ソフト・ファンタスティック・フォー、マーベル・アルティメット・アライアンス（声：デイヴィッド・ノートン）、2005年の映画に基づくファンタスティック・フォー、ファンタスティック・フォー:ライズオブシルバーサーファーでは使用可能なキャラクターである。
- ミスター・ファンタスティックはマーベル・アルティメットアライアンスの続編に登場する事が確認されている。[要出典]
- ミスター・ファンタスティックは1990年代のスパイダーマンアニメシリーズに基づくセガ・メガドライブおよびスーパーファミコン用ソフト『スパイダーマン』にカメオ出演している。ゲームがあるレベルにまで達するとミスター・ファンタスティックは回数が限定されているがアシストのために呼び出す事ができる。
- リードは『マーベル・ネメシス：ライズオブ・ジ・インパーフェクツ』で言及されている。

## ポップカルチャーでの引用とパロディ
- サタデー・ナイト・ライブの『Superman's Funeral』というコーナーではミスター・ファンタスティックは参列者の一人であった。
- アダルトスイムのカートゥーン『The Venture Brothers』にリチャード・インポッシブル教授という名前のパロディキャラクターが登場していて、コメディアンのステファン・コルバートが声を担当した。ミスター・ファンタスティックと同じ能力を持っているが、彼のチームはばかばかしく醜いバージョンになっている。彼の妻のサリーは肌を見えるようにするのに集中しなければならず体や筋肉が透けて見えてしまう。彼のいとこのネッドはピンク色の肉好きの良い外骨格に覆われており、彼の弟のコディは酸素に晒されると発火し、死にそうになる。リチャード自身は（自分の子ではないのではないかと疑う）息子に無頓着な父親であり、サリーにとって口汚く支配的な夫であり、最終的に彼女に家族より科学を重視したために見捨てられている。
- 『スターゲイト アトランティス』のシーズン4のエピソード『Travelers』ではLt Col ジョン・シェパードは誘拐された時リード・リチャーズという偽名を使った。
- 『ザ・シンプソンズ』のツリーハウスオブホラーのエピソード『Stop the World, I Want to Goof Off!』では家族はファンタスティック・フォーのメンバーに似た姿に変わるシーンがある。バートがミスター・ファンタスティックである。